# Космос-93
Космо́с-93 — советский малый военный научно-исследовательский спутник серии космических аппаратов «Космос». КА типа «ДС-У2-В» (сер. № 1) разработан Конструкторским бюро «Южное» и предназначен для исследования ионосферы а также для определения вибрационных нагрузок на КА. Был запущен 19 октября 1965 с космодрома Капустин Яр со стартового комплекса № 86/1 ракетой-носителем «Космос 63С1М».

## Первоначальные орбитальные данные спутника
- Перигей (км) — 220
- Апогей (км) — 522
- Период обращения вокруг Земли (мин.) — 91,7
- Угол наклона плоскости орбиты к плоскости экватора Земли — 48°4’

## Параметры спутника
- Длина спутника — 2400 мм
- Диаметр спутника — 2300 мм
- Масса — 240 кг
- Масса научных приборов — 40 кг